# Salgótarjáni utca
Salgótarjáni utca est une rue de Budapest, située dans les quartiers de Kerepesdűlő, Ganz, Százados (8e arrondissement) et Laposdűlő (10e arrondissement).